# Lineopsella pacifica
Lineopsella pacifica är en djurart som tillhör fylumet slemmaskar, och som beskrevs av Friedrich 1970. Lineopsella pacifica ingår i släktet Lineopsella och familjen Lineidae. Inga underarter finns listade i Catalogue of Life.